# Iniuia

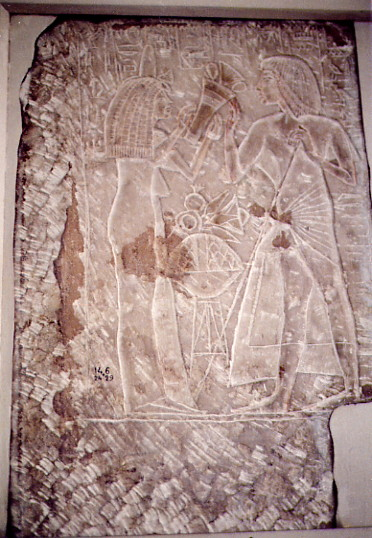
Relief aus dem Grab des Iniuia

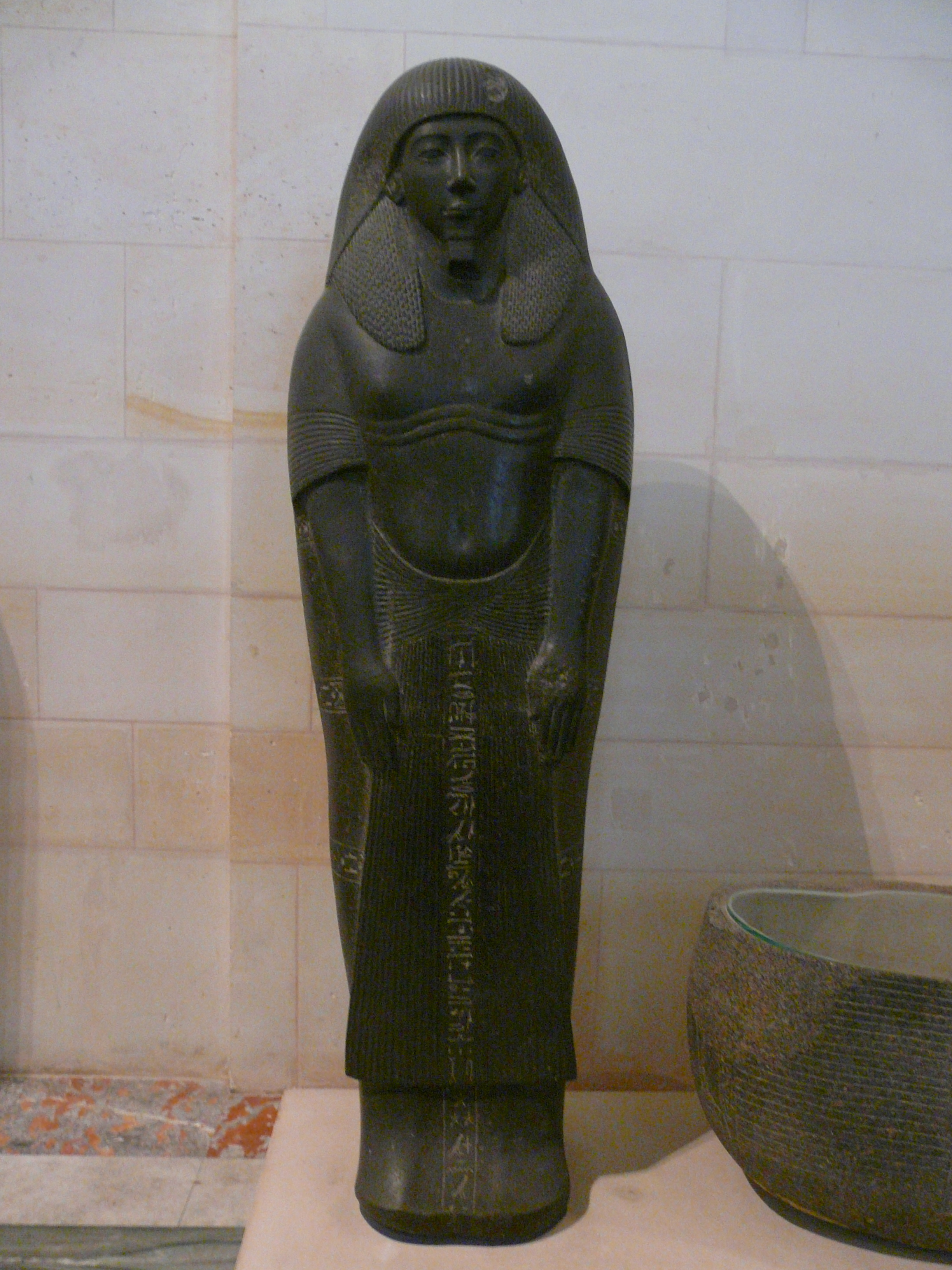
Sarkophag des Iniuia

Iniuia (auch Nia gelesen) war ein hoher altägyptischer Beamter unter König (Pharao) Tutanchamun am Ende der 18. Dynastie. Er hatte das Amt eines Obervermögensverwalters inne. Er trug unter anderem auch die Titel „Schreiber des Königs“, „Rindervorsteher des Amun“ und „Schreiber des Schatzhauses des Herrn der beiden Länder“.
Wenig ist vom Leben des Iniua bekannt. Seine Gemahlin hieß Iuy und trug die Titel „Herrin des Hauses“ und „Sängerin des Amun“. Sein Vater hieß Inuy, seine Mutter Wesy. Vier Kinder sind namentlich bekannt. Seine Söhne Ramose und Penanhori trugen beide den Titel „Schreiber des Schatzhauses des Tempels des Aton“. Die Nennung des Aton-Tempels deutet an, dass Iniua kurz nach Echnaton lebte. Sein unägyptischer Name mag andeuten, dass er Ausländer war.
Iniuia ist vor allem durch sein Grab in Sakkara bekannt. Es liegt südlich der Unas-Pyramide neben dem Grab des Haremhab. Es ist relativ klein und besteht aus einer Kapelle aus Lehmziegeln, deren Wände mit Reliefs versehen waren. Der Bau ist insgesamt etwa 9,5 m lang (West-Ost) und 8,5 m breit (Nord-Süd). Die Kapelle besteht aus einem Hof mit dem Eingang im Osten. Auf der Westseite findet sich im Norden ein Raum, der mit Wandmalereien dekoriert ist. In der Mitte der Westseite findet sich eine kleine Kapelle, dem Allerheiligsten des Grabes, über dem wiederum eine Pyramide errichtet ist. Teile seines Grabes befinden sich schon seit dem 19. Jahrhundert in verschiedenen Museen der ganzen Welt: Darunter sein Sarkophag im Louvre, der ihn in einem Festgewand zeigt, zwei beschriftete Säulen in Berlin sowie verschiedene dekorierte Blöcke in Kairo. Das Grab konnte erst 1993 wieder lokalisiert und ausgegraben werden.
Bemerkenswert ist der Raum, der mit Malereien ausgestattet ist. Wandmalereien in Gräbern dieser Zeit aus Sakkara sind sonst wenig bekannt. Sie zeigen an der Rückwand der Kapelle Iniuia vor Sokar auf der rechten Seite und vor Osiris auf der linken Seite. Die Längswände zeigen jeweils Iniuia und seine Familie vor Osiris, der in einem Baldachin thront.
In dem Allerheiligsten der Grabes fand befindet sich eine Stele. Sie hat zwei Register und zeigt im oberen Feld Iniuia und seine Frau vor dem thronenden Osiris. Im unteren Feld ist das Paar sitzend dargestellt, wobei vier Kinder Opfergaben bringen. Auf der Stele trägt Iniuia den Titel „Schreiber des Schatzhauses des Herrn der beiden Länder“. Die Stele ist also zu Beginn seiner Karriere angefertigt worden, bevor er „Obervermögensverwalter“ wurde.
Die Reliefs in den anderen Teilen des Grabes zeigen Iniuia mit seiner Frau oder bei der Beaufsichtigung von Arbeiten. Eine Szene zeigt ihn vor drei Schiffen beim Entladen von Amphoren. Eine weitere Szene zeigt ihn vor Schreibern, während mehrere Darstellungen von Rindern erhalten sind. Ein Großteil der Reliefs ist nur in einzelnen Blöcken erhalten, deren einstiger Anbringungsort nicht mehr rekonstruiert werden kann.